# Milan Nikolić (1983)
Milan Nikolić (Servisch: Милан Николић) (Kruševac, 30 maart 1983) is een Servisch voetballer.
Nikolić is een middenvelder die voor jong Servië heeft gespeeld. Nikolić begon zijn carrière bij FK Napredak Kruševac en is sinds 2008 speler van Changsha Ginde in China. Hij keerde na korte tijd terug en ging weer spelen bij FK Napredak Kruševac. In 2009 tekende hij een contract bij het Oezbeekse Pakhtakor Tasjkent. Na slechts een seizoen daar gespeeld hebbende werd hij onder contract genomen door het Kazachse Irtysj Pavlodar.